# 细胞衰老

海弗里克极限认为，一般的细胞在衰老之前会分裂50次左右。随着细胞的分裂，线性染色体末端的端粒会越来越短。端粒最终将不再出现在染色体上。

细胞衰老是一种以细胞分裂停止为特征的现象。在20世纪60年代初的实验中，Leonard Hayflick和Paul Moorhead发现，正常的人类胎儿成纤维细胞在最多达到大约50次细胞群倍增期就会变得衰老。这个过程被称为 "复制性衰老"，或海佛烈克極限。细胞衰老可以由各种因素引發。这些因素包括环境和内部损害、细胞异常生长、氧化应激、自噬因素，以及其他因素。